# Ein Traum in Rot
Ein Traum in Rot (englischer Originaltitel: Sherlock Holmes and a Study in Scarlet) ist eine australische Zeichentrickfilm-Adaption des Kriminalromans Eine Studie in Scharlachrot von Arthur Conan Doyle.

## Handlung
Die Handlung des Films folgt in weiten Teilen der literarischen Vorlage, wurde aber gekürzt und besonders im zweiten Teil verändert:
Der Londoner Privatdetektiv Sherlock Holmes und sein Assistent Dr. Watson werden zu einem leerstehenden Haus gerufen, in dem die Leiche des Amerikaners Mr. Drebber gefunden wurde. Es gibt keine Zeichen von Gewalteinwirkung, aber in die Tapete wurde mit einem Fingernagel das Wort „Rache“ gekratzt. Einer der Polizisten, die die Leiche gefunden haben, ist danach vor dem Haus einem verdächtig aussehenden Mann mit einem roten Tuch vor dem Gesicht begegnet. Anhand von Indizien findet Holmes heraus, dass Mörder und Opfer das Haus in der vorigen Nacht zusammen betreten haben müssen. Einen Ehering, den er beim Opfer findet, benutzt Holmes als Köder: Er gibt in Watsons Namen eine Zeitungsannonce auf, mit der Bitte an den Eigentümer des Rings, ihn abzuholen. Eine alte Frau kommt am Abend zu Abholung des Rings, die Holmes für eine Helferin des Täters hält. Er versteckt sich hinten an ihrer Kutsche und hofft vergeblich, dass sie ihn zum Täter führen wird.
Während die Polizei einem falschen Verdacht nachgeht, geschieht ein zweiter Mord, und zwar an Drebbers Reisebegleiter Stangerson. Er wurde erstochen, und wieder findet sich das Wort „Rache“ an der Wand. Holmes holt nun Erkundigungen in der amerikanischen Heimat der Opfer ein, um herauszufinden, wer Grund zur Rache an den beiden haben könnte. Er bestellt einen Droschkenkutscher in seine Wohnung, und in der Anwesenheit Watsons und der Polizei nimmt er zur großen Überraschung aller den Kutscher als Mörder fest. Der Kutscher, Jefferson Hope, ist schwerkrank und muss sofort ins Krankenhaus gebracht werden. Dort erzählt er nun, wie alles anfing:
Er wollte in Amerika mit einer Silbermine sein Glück machen und verliebte sich in Lucy Ferrier, die Tochter des Farmers Jack Ferrier, und die beiden wollten heiraten. Ferrier bebaute und bewohnte allerdings ein Stück Land, das ihm einst informell übereignet wurde, für das er aber keinen Kaufvertrag unterschrieben hat. Drebber, ist der Sohn und Erbe desjenigen, der Ferrier das Land übergab, und Stangerson dessen Handlanger. Drebber will Lucy zur Frau haben, sie verabscheut ihn jedoch. Er fordert entweder Lucys Hand oder die Rückgabe des Lands, wodurch Jack und Lucy heimatlos würden. Kurz vor Ablauf eines Ultimatums fliehen Jack und Lucy. Drebber lässt ihr Haus niederbrennen und verfolgt sie. Jefferson Hope, der Monate später aus seiner Silbermine zurückkehrt, erfährt, dass Drebber Jack Ferrier tötete und Lucy zur Heirat zwang, die kurz darauf vor Kummer gestorben ist.
Hope schwört Rache und verfolgt Drebber und Stangerson durch Amerika und bis nach England. In London findet er Arbeit als Droschkenkutscher und eines Abends ist Drebber sein Fahrgast. Er fährt ihn in ein leerstehendes Haus und zwingt ihn, zwischen zwei identisch aussehenden Pillen – eine harmlos, eine tödlich – zu wählen, er selbst nimmt die andere. Drebber wählte die tödliche und stirbt. Als Hope bemerkt, dass er Lucys Ehering, den er bei sich trug, beim Mord verloren hatte, wollte er zum Tatort zurückkehren, wo aber schon die Polizei eingetroffen war – er war also der verdächtig aussehende Mann mit dem roten Tuch. Danach fährt er zu Stangerson, um mit ihm das gleiche Spiel zu spielen, dieser greift ihn jedoch an, Hope tötet ihn durch einen Messerstich und flieht durchs Fenster. Auf dem Rückweg begegnet er einem von Holmesʼ Laufburschen, der ihn in dessen Wohnung in der Baker Street bestellt, wo er festgenommen wird. Hope wird für die beiden Morde nicht mehr juristisch zur Verantwortung gezogen, denn kurz nachdem er seine Geschichte zu Ende erzählt hat, erliegt er seiner Krankheit.

## Unterschiede zum Roman
Neben einigen Umstellungen in der Reihenfolge der Ereignisse sind die wichtigsten Unterschiede zum Roman:
- Eine Studie in Scharlachrot war Conan Doyles erstes Werk über Sherlock Holmes und Dr. Watson und beschreibt, wie sich die beiden Hauptfiguren vieler späterer Werke kennenlernen. Im Film kennen sie sich schon und wohnen bereits zusammen.
- Im Roman werden Jack und Jucy von einer Mormonengemeinde aufgenommen und geraten später in religiöse Konflikte mit Drebber und Stangerson, die zu den Anführern der Gemeinde gehören. Dieser religiöse Aspekt kommt im Film nicht vor.
- Jack heißt im Roman John und ist nicht der leibliche Vater von Lucy.
- Im Roman kommt Hope noch vor Ablauf des Ultimatums zurück und flieht mit Lucy und John zusammen.

Die Figuren erscheinen in London gegenüber der Handlung in Amerika nicht gealtert. Laut Roman sind dazwischen jedoch 20 jahre vergangen.

## Produktion
Der Film wurde von Burbank Films Australia (heutiger Name: Burbank Animation Studios) produziert und am 15. Januar 1983 veröffentlicht, später erschien er auch auf VHS und DVD.
Im gleichen Jahr produzierte das Studio noch drei weitere Sherlock-Holmes-Trickfilmadaptionen. In Deutschland erschienen 2021 bei Pidax Film alle vier Filme zusammen als Sherlock Holmes Trickfilm Collection auf DVD.

## Synchronisation
Der Synchronsprecher für Sherlock Holmes war Peter O’Toole, Dr. Watson wurde von Earle Cross gesprochen. Weitere Stimmen waren Judy Nunn, Ron Haddrick, Shane Briant, Ken Wayne, Brian Adams und Henri Szeps.